# Radioaktivt nedfald
Radioaktivt nedfald er radioaktive stoffer, som falder på jordoverfladen sammen med nedbør eller støvpartikler.

## Biologisk virkning
Strontium-90 og Cæsium-137 udgør en stor biologisk sundhedsfare på grund af deres halvlange halveringstid. Herudover flytter stofferne sig kun langsomt ned gennem jorden; i snit kun 6,5 mm/år (målt i Sverige). Det betyder at afgrødeplanternes rødder udsættes for radioaktive stoffer igennem lang tid og kan ophobe dem i større mængder.
Strontium-90 kan optages gennem grøntsager. Når mennesker spiser grøntsagerne der er forurenet, optager kroppen det radioaktive strontium. Det transporteres herefter til knoglerne, hvor det udsender stråler, når det henfalder. Strålingen ødelægger bl.a. de røde blodlegemer i knoglemarven, og det kan forårsage forskellige former for kræft. Radioaktivt cæsium optages ligeledes af planterne, og når de bliver spist, optages cæsium i kroppens celler.
I Sverige er der blevet lavet undersøgelser, der korrelerer mellem antallet af kræfttilfælde og mængden af radioaktivt nedfald fra Tjernobylulykken. Deres registres gode kvalitet indikerer, at radioaktivt nedfald øger risikoen for kræft selv langt fra Tjernobylulykken.

De mennesker, som får kræft grundet radioaktivitet, og som bliver behandlet med succes, får ikke deres fulde livskvalitet tilbage.
Problemet med radioaktivt nedfald er, at kræft kan dukke op langt tid efter – i snit 28,7 år efter eksponering (indtagelse eller indhalering) af de radioaktive stoffer.

Der er flere grunde til at dyr tilsyneladende ikke ser ud til at være påvirket af radioaktiviteten. En er at dyrs livslængde er meget kortere end menneskers. En anden er at ungdyr som måtte være skadet af radioaktivitet f.eks. pga. mutationer hurtigt går til, da rovdyr har lettere ved at fange dem.

Et andet problem med radioaktivt nedfald er, når det kombineres med landes manglende eller dårligt opdaterede centrale behandlingsregistre og dødsattestregistre, fordi det så bliver meget vanskeligt at vurdere det radioaktive nedfalds effekt. Ydermere er det kun i få lande, at lægehjælp og behandling er gratis, hvilket også kan maskere udgiften og andre effekter ved radioaktivt nedfald.

Selv i Danmark har der været problemer med centrale registre.

I modsat fald kan man ikke senere påvise/afvise radioaktivt nedfalds virkninger og yde nødvendig kompensation af tabt livskvalitet og for tidlig død.

## Økonomisk virkning
Radioaktivt nedfald kan have betydelige konsekvenser for økonomien. Herunder:[kilde mangler]
- Forurening eller ødelæggelse af vigtige landbrugsområder.
- Invalidering, sygdom eller død med tabt arbejdsfortjeneste og øgede sundhedsudgifter tilfølge.
- Forurening eller ødelæggelse af beboelsesområder.
- Forurening af vandressourcer.